# Lista de subgenuri ale rockului
Aceasta este o listă cu subgenuri ale rock-ului derivate din genuri ca rock and roll, rock, metal, punk și rock alternativ:
| - 2 Tone - Acid rock - Alternative dance - Alternative metal - Alternative rock - Anatolian rock - Arena rock - Art punk - Art rock - Avant-garde metal - Baroque pop - Beat - Bisrock - Black metal - Blackened death metal - Blues-rock - Brazilian rock - Britpop - Bubblegum pop - C86 - Canterbury sound - Cello rock - Celtic punk - Celtic metal - Celtic rock - Chicano rock - Christcore - Christian punk - Christian rock - Christian metal - Christian ska - Coldwave - Comedy rock - Country rock - Cowpunk - Crossover thrash - Crunkcore - Crust punk - Cuddlecore - Dance-punk - Dance-rock - Dark cabaret - Darkwave - Death 'n' roll - Deathcore - Deathgrind - Death metal - Death rock - Deathcore - Doom metal - Dream pop - Drone metal - Dunedin sound - Electric folk - Electro Punk - Electronic hardcore - Electronic rock - Emo - Experimental metal - Experimental rock - Folktronica - Folk rock - Folk metal - Folk punk - Freakbeat - Funk metal - Funk rock - Garage rock | - Garage punk - Glam metal - Glam punk - Glam rock - Goregrind - Gothic metal - Gothic rock - Grebo - Grindcore - Groove metal - Group Sounds - Grunge - Gypsy punk - Hatecore - Hard rock - Hardcore punk - Heartland rock - Heavy metal - Horror punk - Indie pop - Indie rock - Indorock - Industrial metal - Industrial rock - Instrumental rock - J-ska - Jam rock - Jangle pop - Jazz rock - Jersey Shore sound - Krautrock - Lo-fi - Lovers rock - Madchester - Manguebeat - Manila Sound - Mathcore - Math rock - Medieval folk rock - Medieval metal - Melodic black metal - Melodic death metal - Melodic hardcore - Metalcore - Mod revival - Nardcore - Nazi punk - Neue Deutsche Härte - Neue Deutsche Welle - Neo-classical metal - Neo-folk - Neo-prog - Neo-psychedelia - New prog - New wave - Nintendocore - Noisecore - Noise pop - Noise rock - No wave - Nu metal - Oi! - Ostrock - Pagan rock - Paisley underground - Pinoy rock - Pirate Metal - Pop punk | - Pop rock - Post-Britpop - Post-grunge - Post-hardcore - Post-metal - Pornogrind - Post-punk - Post-punk revival - Post-rock - Power pop - Power metal - Power violence - Progressive folk - Progressive metal - Progressive rock - Protopunk - Power pop - Psychedelic rock - Psych-Folk - Psychobilly - Punk rock - Punta rock - Queercore - Raga rock - Rapcore - Rap metal - Rap rock - Riot Grrrl - Rock and roll - Rockabilly - Rock noir - Rockoson - Sadcore - Samba-rock - Screamo - Shoegazing - Shock rock - Ska punk - Skate punk - Skate rock - Sludge metal - Soft rock - Southern rock - Space rock - Speed metal - Stoner metal - Stoner rock - Street punk - Sunshine pop - Sufi rock - Surf music - Surf rock - Swamp rock - Symphonic metal - Symphonic rock - Synthpop - Thrash metal - Thrashcore - Trip rock - Twee pop - Unblack metal - Underground metal - Viking metal - Viking rock - Visual kei - Wagnerian rock - Wizard Rock - Zeuhl |